# Dummy (álbum)
| Críticas profissionais | Críticas profissionais |
| Avaliações da crítica  | Avaliações da crítica  |
| Fonte                  | Avaliação              |
| ---------------------- | ---------------------- |
| AllMusic               | [ 1 ]                  |
| Rolling Stone          | [ 2 ]                  |

Dummy é o álbum de estreia da banda britânica de trip hop Portishead, lançado em 1994. O álbum ajudou a consolidar o estilo trip-hop.
Construído sobre a base do EP anterior, Numb, o álbum ajudou a solidificar a reputação de Bristol como a capital do trip hop, um gênero então em ascensão. Além de Numb, o álbum ainda gerou mais dois compactos, "Glory Box" e "Sour Times".
Dummy ganhou o Mercury Music Prize 1995, cuja competição incluía To Bring You My Love de PJ Harvey, Definitely Maybe do Oasis e Maxinquaye de Tricky. Na Europa, o álbum vendeu cerca de dois milhões de cópias.
"Roads" foi postriormente interpretada por My Dying Bride.

## Faixas
| N.º | Título                                               | Duração |  |
| 1.  | "Mysterons"                                          | 5:02    |  |
| 2.  | "Sour Times"                                         | 4:11    |  |
| 3.  | "Strangers"                                          | 3:55    |  |
| 4.  | "It Could Be Sweet"                                  | 4:16    |  |
| 5.  | "Wandering Star"                                     | 4:51    |  |
| 6.  | "It's a Fire" (ausente na versão para o Reino Unido) | 3:48    |  |
| 7.  | "Numb"                                               | 3:54    |  |
| 8.  | "Roads"                                              | 5:02    |  |
| 9.  | "Pedestal"                                           | 3:39    |  |
| 10. | "Biscuit"                                            | 5:01    |  |
| 11. | "Glory Box"                                          | 5:06    |  |